# Hiccoda frausa
Hiccoda frausa är en fjärilsart som beskrevs av Swinhoe 1886. Hiccoda frausa ingår i släktet Hiccoda och familjen nattflyn. Inga underarter finns listade i Catalogue of Life.